# Споразумение от Тати
Споразумението от Тати (на сръбски: Споразум у Тати) или договорката от Тати засяга начина на предаване на властта в Моравското деспотство от Стефан Лазаревич (или от Лазаревичи) на деспот Георги (съответно на Бранковичи).
Това сравнително мирно, леко и безпрепятствено предаване на деспотската и църковна власт по правоприемство се наложило към 1425 г. на народен събор в рударския град Сребреница, понеже Стефан Лазаревич бил на преклонна възраст и почувствал, че наближава краят на дните му. Според друга легендарна версия, умирайки по време на лов в Рудник, Стефан успял да произнесе Георги, Георги, т.е. името на своя племенник като/за правоприемник.
Сръбската историография отнася сключването на това споразумение към град Тата (Тати), Коморанска жупания в Кралство Унгария по неизвестни причини, обвързвайки го със споразумение между Свещената римска империя и Османската империя, като договорката била постигната пред Сигизмунд. Твърде вероятно е името му да идва от народното поверие и умалителното наименование на княз Лазар, чиято воля най-вероятно е била да няма междуособици, дрязги и кавги между представителите на 2-те властелски династии от времето на Душановото царство.
След поемането на властта от деспот Георги унгарските власти му връщат Белград, Голубец и Мачва срещу задължението да изгради нова силна крепост на Дунава за защита на унгарските земи от османски набези - Смедеревската крепост.